# Prefisso navale
Un prefisso navale è una combinazione di lettere, generalmente abbreviazioni, utilizzata insieme al nome di una nave civile o militare.
Il prefisso per le navi civili può anche identificare il tipo di propulsione utilizzato, come ad esempio "SS" per la nave a vapore, o il suo utilizzo, come ad esempio RV per la nave da ricerca. I prefissi civili sono spesso utilizzati in modo incoerente, e spesso non viene stampato sullo scafo. A volte una barra è utilizzata per separare le lettere, come in M/S.
Il Prefisso Navale è entrato in uso come abbreviazioni per i titoli più lunghi, come ad esempio "His/Her Majesty's Ship" nella Royal Navy, abbreviato in HMS. All'inizio era spesso indicato il tipo di nave, come per esempio U.S.F. ("United States Frigate") per fregata della Marina degli Stati Uniti. Oggi la pratica comune è quella di utilizzare un unico prefisso per tutte le navi da guerra della marina di una nazione, e di altri prefissi per i vascelli ausiliari e le navi di altri servizi, come ad esempio quello della guardia costiera.
L'utilizzo di prefissi nave non è universale, in particolare, né la Kriegsmarine del Terzo Reich, né la Marina imperiale giapponese hanno prefissi per le proprie navi. Alcuni scrittori di lingua inglese usano prefissi come DKM (per Deutsche Kriegsmarine) e HIJMS (per "nave di Sua Maestà imperiale giapponese") o IJN (per Marina imperiale giapponese, una traduzione di 大日本帝国海军, ovvero Dai-Nippon Teikoku Kaigun) per coerenza con "HMS" e "USS". Altri scrittori seguono la prassi della marina di omettere ogni prefisso.
A partire dal XX secolo molte marine identificano le proprie navi dal numero dello scafo - i codici di identificazione solitamente dipinti sulla fiancata della nave. Ogni marina ha il proprio sistema: la Marina degli Stati Uniti usa simbolo di classificazione della nave, mentre la Royal Navy e altre marine d'Europa e del Commonwealth usano il Pennant number.
In queste tabelle sono riportati i prefissi sia attuali che storici.

## Prefissi generici (Marina Mercantile)
| Prefisso | Significato |
| -------- | --- |
| AHT      | Anchor Handling Tug |
| AOT      | Auxiliary replenishment oiler - Petroliera da rifornimento ausiliaria                                                                    |
| AOR      | |
| AFS      | Combat stores ship |
| AHTS     | Anchor handling tug supply vessel - Rimorchiatore per la movimentazione dell'ancora                                                      |
| CRV      | Coastal Research Vessel - Nave da ricerca costiera                                                                                       |
| DB       | Derrick Barge |
| DLB      | Derrick Lay Barge |
| DCV      | Deepwater Construction Vessel - Nave per costruzione in acque profonde                                                                   |
| DSV      | Diving Support Vessel- Nave supporto immersioni/ Deep Submergence Vehicle - Veicolo da alta profondità                                   |
| FPSO     | Floating Production, Storage and Offloading Vessel                                                                                       |
| FPV      | Free Piston Vessel |
| FPV      | Fishery Patrol Vessel - Nave guardapesca                                                                                                 |
| FV       | Fishing Vessel - Peschereccio |
| GTS      | Gas Turbine Ship - Nave con turbina a gas                                                                                                |
| HLV      | Heavy lift vessel |
| HSC      | High Speed Craft - Battello alta velocità                                                                                                |
| HTV      | Heavy Transport Vessel - Nave da trasporto pesante                                                                                       |
| LB       | Liftboat |
| LNG/C    | Liquefied natural gas carrier - Gasiera per gas liquefatto naturale                                                                      |
| LPG/C    | Liquefied petroleum gas carrier - Gasiera per gas di petrolio liquefatto                                                                 |
| MF       | Motor Ferry |
| MS (M/S) | Motor ship (interchangeable with MV) |
| MSY      | Motor Sailing Yacht |
| MT       | Motor Tanker |
| MV (M/V) | Motor Vessel (interchangeable with MS. Also Majesty's Vessel According to Professor Craig Lawson, University of Nebraska College of Law) |
| MY       | Motor Yacht |
| Nb       | Narrowboat |
| NRV      | NATO Research Vessel |
| NS       | Nuclear Ship |
| OSV      | Offshore Support Vessel |
| PS       | Paddle steamer |
| PSV      | Platform supply vessel - Nave da supporto per operazioni in piattaforma                                                                  |
| RV       | Research vessel |
| RMS      | Royal Mail Ship or Royal Mail Steamer |
| SB       | Sailing Barge |
| SS (S/S) | Steamship |
| SSCV     | Semi-Submersible Crane Vessel |
| SSV      | Sailing School Vessel |
| ST       | Steam Tug |
| STV      | Sailing Training Vessel |
| SV       | Sailing Vessel |
| SY       | sailing yacht or steam yacht |
| TIV      | Turbine Installation Vessel |
| TS       | Turbine Steamer |
| TSS      | Turbine Steam Ship |
| TV       | Training vessel |

## Prefissi nazionali o militari
| Nazione                     | Servizio                                             | Prefisso                           | Nome completo |
| --------------------------- | ---------------------------------------------------- | ---------------------------------- | --- |
| Albania                     | Albanian Naval Force                                 | ALS                                | |
| Algeria                     | Marina nazionale algerina                            | ANS                                | Algerian Navy Ship |
| Argentina                   | Armada de la República Argentina                     | ARA                                | Marina della Repubblica Argentina (Spagnolo: Armada de la Republica Argentina) |
| Australia                   | Royal Australian Navy                                | HMAS                               | His/Her Majesty's Australian Ship |
| Australia (Victoria)        | Royal Navy                                           | HMVS                               | His/Her Majesty's Victorian Ship (obsoleto) |
| Bahamas                     | Royal Bahamas Defence Force                          | HMBS                               | His/Her Majesty's Bahamian Ship |
| Bangladesh                  | Bangladesh Navy                                      | BNS                                | Bangladesh Naval Ship |
| Barbados                    | Barbados Defence Force                               | HMBS                               | His/Her Majesty's Barbadian Ship |
| Belgio                      | Belgian Navy                                         | BNS                                | Belgium Naval Ship (prefisso NATO) |
| Brunei                      | Royal Brunei Navy                                    | KDB                                | Kapal Di-Raja Brunei - Regia Nave del Brunei |
| Birmania                    | Burmese Navy                                         | UBS                                | Bamar Sit Yay Yin — Nave dell'Unione Birmana |
| Canada                      | Canadian Forces Maritime Command (MARCOM)            | HMCS/NCSM                          | His/Her Majesty's Canadian Ship/Navire Canadien de Sa Majesté |
| Canada                      | Canadian Forces Maritime Command (MARCOM)            | CFAV/NAFC                          | Canadian Forces Auxiliary Vessel /Navire Auxiliaire des Forces Canadiennes |
| Canada                      | Canadian Coast Guard                                 | CCGS                               | Canadian Coast Guard Ship |
| Canada                      | Canadian Coast Guard                                 | CCGC                               | Canadian Coast Guard Cutter |
| Colombia                    | Armada Nacional                                      | ARC                                | Armada de la Republica de Colombia |
| Stati Confederati d'America | Confederate States Navy                              | CSS                                | Confederate States Ship (obsoleto) |
| Isole Cook                  | Cook Islands Police                                  | CIPPB                              | Cook Islands Police Patrol Boat |
| Danimarca                   | Kongelige danske marine                              | HDMS (Danese: KDM)                 | His/Her Danish Majesty's Ship (Danese: Kongelige Danske Marine) |
| Ecuador                     | Armada Ecuatoriana                                   | BAE                                | Buque de la Armada de Ecuador |
| Estonia                     | Eesti merevägi                                       | ENS (Estone: EML)                  | Estonian Naval Ship (designazione NATO) |
| Estonia                     | Estonian Coast Guard                                 | ECGS                               | Estonian Coast Guard Ship (designazione NATO) |
| Figi                        | Republic of Fiji Navy                                | RFNS                               | Republic of Fiji Naval Ship |
| Finlandia                   | Suomen merivoimat                                    | FNS                                | Finnish Navy Ship. I prefissi non vengono usati nelle comunicazioni in Finlandese. |
| Francia                     | Marine nationale                                     | FS                                 | French Ship (designazione NATO); la Francia non usa prefissi. |
| Germania                    | Kaiserliche Marine                                   | SM U##                             | Seiner Majestät Unterseeboot (Italiano: Sottomarino di Sua Maestà). |
| Germania                    | Kaiserliche Marine                                   | SMS                                | Seiner Majestät Schiff (Italiano: Nave di Sua Maestà). |
| Germania                    | Kriegsmarine                                         | —                                  | (nessun prefisso; qualche autore usa "DKM" per "Deutsche Kriegsmarine" e "KMS" per "Kriegsmarine Schiffe")                                                                                           |
| Germania Ovest              | Bundesmarine                                         | FGS                                | Federal German Ship (designazione NATO); la Germania Ovest non usava prefissi. |
| Germania (reunited)         | Deutsche Marine                                      | FGS                                | Federal German Ship (designazione NATO); la Germania non usa prefissi. |
| Regno di Grecia             | Regia Marina Ellenica                                | ΒΠ (VP)                            | Βασιλικόν Πλοίον (Vassilikón Ploíon), "Regia Nave"; le sigle RHS (Royal Hellenic Ship) o HHMS (His Hellenic Majesty's Ship) venivano usate dagli autori Inglesi e dalle marine straniere dell'epoca. |
| Grecia                      | Marina Ellenica                                      | HS                                 | Hellenic Ship: designazione NATO, usata nelle comunicazioni internazionali; in patria la Marina Ellenica usa prefissi che indicano il tipo di nave.                                                  |
| Guyana                      | ??                                                   | GDFS                               | Guyanan Defence Forces Ship |
| Islanda                     | Landhelgisgæsla Íslands                              | ICGV (Islanda: VS)                 | Icelandic Coast Guard Vessel, (Islandese:Varðskip) |
| India (bandiera)            | Indian Navy (pre-Republic)                           | HMIS                               | His/Her Majesty's Indian Ship |
| India                       | Indian Coast Guard                                   | ICGS                               | Indian Coast Guard Ship |
| India                       | Indian Navy                                          | INS                                | Indian Naval Ship |
| Indonesia                   | Tentara Nasional Indonesia Angkatan Laut             | KRI                                | Kapal Republik Indonesia (Nave della Repubblica Indonesiana) |
| Indonesia                   | Republik Indonesia                                   | KM                                 | Kapal Motor (Motonave) |
| Indonesia                   | Republik Indonesia                                   | KL                                 | Kapal Layar (Veliero) |
| Irlanda                     | Irish Naval Service                                  | LÉ                                 | Long Éireannach — Nave irlandese |
| Israele                     | Heil HaYam HaYisraeli                                | INS                                | Israeli Naval Ship; In patria viene usato l'acronimo ebraico אח"י (A.Ch.Y.) che sta per אניית חיל הים (Oniyat Heyl HaYam - Nave del Corpo Marittimo)                                                 |
| Italia                      | Regia Marina                                         | RN                                 | Regia Nave—a volte veniva usata non ufficialmente la sigla "RM", che sta per "Regia Marina" |
| Italia                      | Regia Marina                                         | R.Smg.                             | Regio Sommergibile. |
| Italia                      | Marina Militare                                      | ITS                                | Italian Ship (designazione NATO); L'Italia non usa più i prefissi. |
| Giamaica                    | Jamaica Defence Force                                | HMJS                               | His/Her Majesty's Jamaican Ship |
| Giappone                    | Imperial Japanese Navy                               | —                                  | (nessun prefisso; qualche autore usa "HIJMS" ovvero "His Imperial Japanese Majesty's Ship" e "IJN" cioè "Imperial Japanese Navy")                                                                    |
| Giappone                    | Japan Maritime Self-Defense Force                    | JDS or JS                          | Japanese Defense Ship o Japanese Ship. |
| Kenya                       | Kenyan Navy                                          | KNS                                | Kenyan Naval Ship |
| Kiribati                    | Kiribati Police Force                                | RKS                                | Republic of Kiribati Ship |
| Corea del Sud               | Daehanminguk Haegun                                  | ROKS                               | Republic of Korea Ship |
| Lettonia                    | Latvijas Jūras spēki                                 | LVNS                               | Latvian Naval Ship (designazione NATO) |
| Lituania                    | Karinės jūrų pajėgos                                 | LKL LNS                            | Lietuvos Karinis Laivas—Nave Militare Lituana Lithuanian Ship (designazione NATO) |
| Malaysia                    | Tentera Laut Diraja Malaysia                         | KD                                 | Kapal Di-Raja — Nave di Sua Maestà, letteralmente: Regia Nave. |
| Isole Marshall              | Marshall Islands Police                              | RMIS                               | Republic of the Marshall Islands Ship |
| Micronesia                  | FSM National Police                                  | FSS                                | Federated States Ship |
| Messico                     | Armada de México                                     | ARM                                | Armada de la República Mexicana |
| Birmania                    | Tatmadaw Yay                                         | UMS                                | Myanma Sit Yay Yin — Union of Myanmar Ship |
| Paesi Bassi                 | Koninklijke Marine                                   | HNLMS (Olandese: Hr.Ms. or Zr.Ms.) | His/Her Netherlands Majesty's Ship (Dutch: Harer Majesteits or Zijner Majesteits) |
| Nuova Zelanda               | Royal New Zealand Navy                               | HMNZS                              | His/Her Majesty's New Zealand Ship |
| Nigeria                     | ?                                                    | NNS                                | Nigerian Naval Ship |
| Norvegia                    | Royal Norwegian Navy                                 | HNoMS (Norvegese: KNM)             | His Norwegian Majesty's Ship (Norvegese: Kongelige Norske Marine) |
| Norvegia                    | Norwegian Coast Guard                                | NoCGV (Norvegese: KV)              | Norwegian Coast Guard Vessel (Norvegese: Kystvakten) |
| Oman                        | Royal Navy of Oman                                   | SNV                                | Sultanate Naval Vessel |
| Pakistan                    | Pakistani Navy                                       | PNS                                | Pakistani Naval Ship |
| Palau                       | Palau Police                                         | PSS                                | Palau State Ship |
| Papua Nuova Guinea          | Papua New Guinea Defence Force                       | HMPNGDS                            | His/Her Majesty's Papua New Guinea Defence Ship |
| Perù                        | Marina de Guerra del Perú                            | BAP                                | Nave della Marina peruviana (Spagnolo: Buque Armada Peruana) |
| Perù                        | PMarina de Guerra del Perú                           | BIC                                | Nave per Ricerche Scientifiche (Spagnolo: Buque de Investigación Científica) |
| Filippine                   | Philippine Navy                                      | BRP                                | Barko ng Republika ng Pilipinas (Nave della Repubblica delle Filippine) |
| Filippine                   | Philippine Navy                                      | RPS                                | Republic of the Philippines Ship (Obsoleto) |
| Polonia                     | Marynarka Wojenna                                    | ORP                                | Nave della Repubblica polacca. (Polacco: Okręt Rzeczypospolitej Polskiej) |
| Portogallo                  | Marinha Portuguesa                                   | NRP                                | Navio da República Portuguesa - Nave della Repubblica portoghese |
| Portogallo                  | Marinha Portuguesa                                   | PNS                                | Portuguese Navy Ship (designazione NATO, non usata in patria) |
| Portogallo                  | Marinha Portuguesa                                   | UAM                                | Unidade Auxiliar da Marinha - Unità Ausiliaria della Marina (usata dalle navi non militari della Marina portoghese)                                                                                  |
| Romania                     | Forțele Navale Române                                | NMS                                | Nava Majestatii Sale (Nave di Sua Maestà) - usata prima del 1945 dalla Regia Marina romena. |
| Russia                      | Voenno-morskoj flot                                  | RFS                                | Russian Federation Ship; la Russia non usa prefissi in patria |
| Arabia Saudita              | Saudi Navy                                           | HMS                                | His Majesty's Ship — la stessa della Royal Navy |
| Singapore                   | Republic of Singapore Navy                           | RSS                                | Republic of Singapore Ship |
| Isole Salomone              | Royal Solomon Islands Police                         | RSIPV                              | Royal Solomon Islands Police Vessel |
| Sudafrica                   | South African Navy                                   | SAS                                | South African Ship (In precedenza HMSAS - His/Her Majesty's South African Ship) |
| Sudafrica                   | South African Navy                                   | SATS                               | South African Training Ship |
| Spagna                      | Armada Española                                      | SPS                                | Spanish Naval Ship (la Spagna non usa prefissi in patria) |
| Sri Lanka                   | Sri Lankan Navy                                      | SLNS                               | Sri Lanka Naval Ship |
| Svezia                      | Svenska marinen                                      | HMS                                | Hans/Hennes majestäts skepp — la stessa della Royal Navy ma in Svedese |
| Taiwan                      | Republic of China Navy                               | ROCS (in precedenza: CNS)          | Republic of China Ship (in precedenza: Chinese Navy Ship) |
| Thailandia                  | Royal Thai Navy                                      | HTMS                               | His Thai Majesty's Ship |
| Tonga                       | Tonga Defence Services                               | VOEA                               | Vaka O Ene Afio (Vascello di Sua Maestà) |
| Turchia                     | Turkish Navy                                         | TCG                                | Nave della Repubblica turca (Turco: Türkiye Cumhuriyeti Gemisi) |
| Tuvalu                      | Tuvalu Police Force                                  | HMTSS                              | His/Her Majesty's Tuvaluan State Ship |
| Trinidad e Tobago           | Trinidad and Tobago Defence Force                    | TTS                                | Trinidad and Tobago Ship |
| Regno Unito                 | Ships carrying mail                                  | RMS                                | Royal Mail Steamer/Ship |
| Regno Unito                 | Fishery protection vessels                           | FPV                                | Fisheries Protection Vessel |
| Regno Unito                 | Royal Fleet Auxiliary ships                          | RFA                                | Royal Fleet Auxiliary |
| Regno Unito                 | Royal Maritime Auxiliary Service ships               | RMAS                               | Royal Maritime Auxiliary Service |
| Regno Unito                 | Royal Navy                                           | HM Sloop                           | His/Her Majesty's Sloop (ora obsoleto) |
| Regno Unito                 | Hospital ships                                       | HMHS                               | His/Her Majesty's Hospital Ship |
| Regno Unito                 | Royal Navy                                           | HMS                                | His/Her Majesty's Ship/Submarine |
| Regno Unito                 | Royal Navy                                           | HMSm                               | His/Her Majesty's Submarine |
| Regno Unito                 | Royal Navy                                           | HMT                                | Hired Military Transport (oggi non usato) |
| Regno Unito                 | British Army                                         | HMAV                               | His/Her Majesty's Army Vessel (oggi non usato) |
| Regno Unito                 | Royal Air Force                                      | HMAFV                              | His/Her Majesty's Air Force Vessel (oggi non usato) |
| Regno Unito                 | Royal Navy                                           | HMY                                | His/Her Majesty's Yacht (oggi non usato) |
| Regno Unito                 | Royal Navy                                           | HMMGB                              | His/Her Majesty's Motor Gun Boat (oggi non usato) |
| Regno Unito                 | Royal Navy                                           | HMM                                | His/Her Majesty's Monitor (oggi non usato) |
| Regno Unito                 | Royal Navy                                           | HMSML                              | His/Her Majesty's Small Motor Launch |
| Regno Unito                 | Joint Services                                       | HMSTC                              | His/Her Majesty's Sail Training Craft |
| Regno Unito                 | Trinity House                                        | THV                                | Trinity House Vessel (per navi di supporto ai fari e alle boe) |
| Regno Unito                 | Northern Lighthouse Board                            | NLV                                | Northern Lighthouse Vessel (Lighthouse tender) |
| Regno Unito                 | British Army                                         | RCLV                               | Royal Corps of Logistics Vessel (oggi non usato) |
| Regno Unito                 | Royal Navy                                           | HBMS                               | His/Her Britannic Majesty's Ship (arcaico) |
| Regno Unito                 | Royal Navy                                           | HM                                 | His/Her Majesty's, allora usato assieme al tipo di nave militare (per esempio "HM Trawler") |
| Regno Unito                 | Government research ships                            | RRS                                | Royal Research Ship |
| Regno Unito                 | HM Revenue and Customs                               | HMCC                               | His/Her Majesty's Customs Cutter |
| Regno Unito                 | HM Customs and Excise (rimpiazzato da HMRC, in alto) | HMRC                               | His/Her Majesty's Revenue Cutter (non usato dal 18 aprile 2005) |
| Stati Uniti                 | U.S. Air Force                                       | USAF, USAFS                        | United States Air Force ship (oggi non usato) |
| Stati Uniti                 | U.S. Army                                            | USAS                               | United States Army Ship |
| Stati Uniti                 | U.S. Army                                            | USAV                               | United States Army Vessel |
| Stati Uniti                 | U.S. Army                                            | USAT                               | United States Army Transport (oggi non usato) |
| Stati Uniti                 | U.S. Army                                            | USAHS                              | United States Army Hospital Ship (oggi non usato) |
| Stati Uniti                 | U.S. Navy                                            | USF                                | United States Frigate (obsoleto) |
| Stati Uniti                 | U.S. Navy                                            | USFS                               | United States Flagship (obsoleto) |
| Stati Uniti                 | U.S. Navy                                            | USS                                | United States Ship |
| Stati Uniti                 | U.S. Navy Military Sealift Command                   | USNS                               | United States Naval Ship (per navi di proprietà della Marina, ma con equipaggi civili) |
| Stati Uniti                 | U.S. Navy Military Sealift Command                   | USNV                               | United States Naval Vessel (per navi costruite all'estero, prestate alla Marina, con equipaggi della marina)                                                                                         |
| Stati Uniti                 | United States Coast Guard                            | USCGC                              | United States Coast Guard Cutter |
| Stati Uniti                 | United States Coast Guard                            | USCGD                              | United States Coast Guard Destroyer (oggi non usato) |
| Stati Uniti                 | United States Lighthouse Service                     | USLHT                              | United States Lighthouse Tender (obsoleto) |
| Stati Uniti                 | United States Revenue Cutter Service                 | USRC                               | United States Revenue Cutter (obsoleto) |
| Stati Uniti                 | National Oceanic and Atmosphere Administration       | NOAAS                              | NOAA Research Vessel |
| Uruguay                     | Armada Nacional                                      | ROU                                | Republica Oriental del Uruguay |
| Vanuatu                     | Vanuatu Police Force                                 | RVS                                | Republic of Vanuatu Ship |
| Venezuela                   | Armada Bolivariana                                   | FNV                                | Fuerzas Navales de Venezuela Non usato dal 1949 |
| Venezuela                   | Armada Bolivariana                                   | ARV                                | Armada Republica de Venezuela Non usato dal 1999 |
| Venezuela                   | Armada Bolivariana                                   | ARBV                               | Armada Republica Bolivariana de Venezuela |

Le designazioni per le navi del Regno Unito sono quelle applicate ai tempi dell'Impero britannico, prima della costituzione delle marine separate per i vari domini. 
Nella Marina reale olandese, "HNLMS" è il prefisso in lingua inglese, una traduzione dall'olandese dell'originale "Hr.Ms." o "Zr.Ms.". È preferibile non utilizzare i titoli "Hr.Ms." nei documenti in lingua inglese, tuttavia è visto spesso su internet. Fino a quando una nave della marina olandese entra ufficialmente in servizio attivo della flotta, il nome della nave è utilizzato senza il prefisso.
In Australia, il prefisso NUSHIP viene utilizzato per indicare le navi che devono ancora essere commissionate nella flotta.
Nella Marina degli Stati Uniti i prefissi diversi da "USS", "USNS", "USNV" e "USRC" sono stati resi obsoleti nel 1901, quando il presidente Theodore Roosevelt ha trasformato in legge un decreto che fissa la nomenclatura navale americana. "USRC" è stato sostituito da "USCGC" quando il Revenue Cutter Service divenne United States Coast Guard nel 1915.
Una nave della Marina degli Stati Uniti che non è ancora stata commissionata non ha la denominazione "USS", bensì "PCU" (Pre-commissioned unit). Ad esempio, supponiamo che in un cantiere sia in costruzione una nuova portaerei, il Flattop. Dalla data in cui lo scafo viene impostato a quando viene commissionato, la nave si chiamerà PCUFlattop. Solo dopo la sua entrata in servizio attivo nella flotta e il suo commissionamento sarà denominataUSS Flattop.
Per legge la U.S. Navy non può acquistare navi straniere, ma può venderne come United States Naval Vessels.
Quando una nave viene radiata dal servizio, al suo nome viene aggiunto il prefisso "ex", per distinguerla da ogni nave in servizio attivo che porti lo stesso nome. Ad esempio, dopo che la USS Constellation (CV-64) venne radiata nel 2003, venne denominata ex-Constellation.

### Denominazione delle navi civili
Nel 1939 il Ministero della Marina britannica adottò un sistema standard di denominazione, in base al quale il nome di tutte le navi mercantili commissionate dal Governo della Gran Bretagna, ad eccezione delle navi molto piccole, avrebbero dovuto avere il prefisso "Empire". Questo vale anche per le navi acquistate, sequestrate o avute in premio, con alcune eccezioni. Vale anche per le vecchie navi acquisite dagli Stati Uniti, le navi moderne acquisite con contratti di leasing, le navi salvate e revisionate e le navi nemiche catturate.